# Emil Girl
Emil Girl (4. února 1900 Praha – ?) byl český a československý sportovní plavec a pólista, účastník olympijských her 1920.
Závodnímu plavání a vodnímu pólu se věnoval aktivně od roku 1916 za pražský plavecký klub AC Sparta Praha. Po letní sezoně 1919 se pro neshody s vedením AC Sparta ohledně podpory plaveckého oddílu rozhodl s dalšími bývalými Sparťany založit samostatný plavecký klub APK Praha. Jako pólista hrál převážně na pozici útočného křídla. V roce 1920 byl vybrán do československého pólového týmu, který startoval na olympijských hrách v Antverpách. Sportovní kariéru ukončil v roce 1925. U plaveckého sportu zůstal jako funkcionář a rozhodčí, startér.